# Hôtel de Bar (Allègre)
Pour l’article homonyme, voir Hôtel de Bar (Montauban).
L'hôtel de Bar est un hôtel particulier situé en France sur la commune d'Allègre, dans la région Auvergne-Rhône-Alpes.

## Localisation
L'hôtel particulier est situé dans le département français de la Haute-Loire, sur la commune d'Allègre, dans l'ancienne région administrative d'Auvergne.

## Historique
L'hôtel de Bar fait partie d'un groupe de six hôtels particuliers édifiés le long des remparts de la ville. Cette première enceinte était défendue par onze tours reliées par des courtines. En 1435, le seigneur d'Allègre accorda à huit familles nobles le privilège de construire leurs propres demeures afin de bénéficier d'une protection en cas de siège. L'hôtel Bar fut érigé sur la partie Est des fortifications par Lancelot de Bar, qui occupa le poste de capitaine du château d'Allègre de 1418 à 1422. Au XVIIe siècle, l'hôtel fut cédé à un nouveau propriétaire qui entreprit d'importants travaux de rénovation, comprenant notamment la construction d'un corps de logis rectangulaire à côté de la tour d'escalier.

## Description
L'édifice comprend une structure allongée, avec une tourelle d'escalier en son centre sur la façade nord, donnant sur la cour. Il est prolongé vers le nord par un autre bâtiment qui n'a qu'une façade donnant sur le jardin. Les jardins sont accessibles par le biais de terrasses.

## Protection
L'hôtel est inscrit au titre des monuments historiques par arrêté du 15 septembre 1993.